# Тройной синдром
 Тройной синдром  (ААА), также известный как  синдром Ахалазия-Аддисонианизма-Алакримии  или  синдром Оллгрова , — редкий аутосомно-рецессивный врожденный порок. В большинстве случаев характеризуется отсутствием семейной истории о нём. Синдром был обнаружен Джереми Оллгроувом (англ. Jeremy Allgrove) и его коллегами в 1978 году. ААА представляет аббревиатуру синдрома ахалазии-аддисонианизма-алакримии. Алакримия является обычно ранним проявлением. Это прогрессирующее заболевание, которое может длиться годами, чтобы развить полноценную клиническую картину.

## Характеристики
Лица, пострадавшие от ААА, имеют надпочечниковую недостаточность/болезнь Аддисона из-за сопротивления ACTH, алакримию (отсутствие слезной секреции), и ахалазию (отказ кольца мышечных волокон, такого как сфинктер) нижнего пищеводного (кардиального) сфинктера, который задерживает собранную в желудке еду и вызывает расширение грудного отдела пищевода. При этом признаками вегетативной дисфункции с ААА также могут быть такие, как аномалии зрачка, ненормальная реакция на внутрикожный гистамин, нарушение потоотделения, ортостатическая гипотензия и нарушения сердечного ритма. Гипогликемия (низкий уровень сахара в крови), часто упоминается в качестве раннего признака. Это расстройство также было связано с мягкой умственной отсталостью.
Синдром сильно варьирует. Эффективно управляемые пострадавшие лица могут иметь нормальную продолжительность жизни и рожать детей.

## Причина и генетика
Тройной синдром связан с мутациями в гене AAAS, который кодирует белок, известный как ALADIN. В 2000 году Хюбнер и др. картировали синдром в 6 cM интервале на хромосоме человека 12q13 вблизи кластера генов кератина типа II. Поскольку наследование и ассоциации гена известны, ранняя диагностика может предоставить возможность генетического консультирования.